# ناحیه فلمینگ، شهرستان پاین، مینه سوتا
ناحیه فلمینگ (به انگلیسی: Fleming Township) یک منطقهٔ مسکونی در ایالات متحده آمریکا است که در شهرستان پین، مینه‌سوتا واقع شده‌است.
 ناحیه فلمینگ ۹۳٫۷ کیلومتر مربع مساحت و ۱۱۵ نفر جمعیت دارد و ۳۵۷ متر بالاتر از سطح دریا واقع شده‌است.